# Hiệu quả gián cách
Hiệu quả gián cách (tiếng Đức: Verfremdungseffekt) là một thuật ngữ trong nghệ thuật sân khấu được nhà soạn kịch Bertolt Brecht đề xuất, chỉ những biện pháp nhằm ngăn cản khán giả hoà đồng với nhân vật đang được diễn xuất, giữ khán giả ở trạng thái tỉnh táo khi giao lưu với những sự kiện diễn ra trên sân khấu.